# Blaps inflata
Blaps inflata – gatunek chrząszcza z rodziny czarnuchowatych i podrodziny Tenebrioninae.
Gatunek ten został opisany w 1880 roku przez Vincenta Allarda. Klasyfikowany jest w grupie gatunków B. alternans. W obrębie tej grupy tworzy wraz z Blaps ovipennis i Blaps quedenfeldtii kompleks gatunków występujących w atlantyckim litoralu. Wyniki badań przeprowadzonych przez Condamine i współpracowników, zarówno tych z 2011 jak i 2013 roku, wskazują, że zajmuje on pozycję siostrzaną względem Blaps quedenfeldtii. Według wyników z 2013 roku linie ewolucyjne tych taksonów rozeszły się około 3 mln lat temu w pliocenie.
Blaps inflata jest żywicielem nicienia Gongylonema brevispiculum oraz gregaryny Stylocephalus eastoni.
Chrząszcz ten jest endemitem Maroka ograniczonym w zasięgu do jego atlantyckiej strefy przybrzeżnej.